# Santo Tirso
Santo Tirso é uma cidade portuguesa localizada na sub-região da Área Metropolitana do Porto, pertencendo à região do Norte e ao distrito do Porto.
É sede do município de Santo Tirso que tem uma área total de 136,60 km2, 67 709 habitantes em 2021 e uma densidade populacional de 496 hab./km2, subdividido em 14 freguesias. O município é limitado a norte pelos municípios de Vila Nova de Famalicão e de Guimarães, a nordeste por Vizela, a leste por Lousada, a sueste por Paços de Ferreira, a sul por Valongo, a sudoeste pela Maia e a oeste pela Trofa.
Santo Tirso está centrado entre Famalicão, Guimarães, Póvoa de Varzim, Vila do Conde e Porto, que distam todas cerca de 20 km

## Etimologia do nome
Santo Tirso foi o nome atribuído ao mosteiro fundado ou reedificado, no século X, pelos monges beneditinos na localidade de Moreira de Riba de Ave, sob patrocínio de D. Alboazar Ramíres, morto em 960, filho bastardo do Rei Ramiro II de Leão, em homenagem a Santo Tirso de Apolônia.
Santo Tirso de Apolônia foi um santo muito popular na Alta Idade Média na Península Ibérica, tendo deixado topônimos do Norte de Portugal, na Galiza, em Leão e nas Astúrias.
No Dicionário Onomástico Etimológico da Língua Portuguesa, de José Pedro Machado lê-se:
«Tirso [...] inicialmente era antr[opónimo], mas sem uso actual em port[uguês] [...]: em 968 vivia um Tirsum [...]; mais tarde apenas tenho conhecimento de, nessa função, Tisso [...]: "Don Tisso Perez", Pêro da Ponte, no C[ancioneiro da] B[iblioteca] N[acional], n.º [1561]. Do gr[ego] thýrsos, pelo lat[im] thyrsus, literalmente um Tirso, isto é, um "talo", tornado nome próprio em honra da vara enfeitada de hera e pâmpanos, usada por Baco e pelos seus seguidores, especialmente as Bacantes. Assim, deste acessório de culto pagão deriva  o nome de vários santos. O de maior veneração, no Ocidente europeu, era um atleta de Cesareia, na Bitínia, próximo a Bursa, Santo Tirso de Apolônia, martirizado no séc. III (segundo Padre Valdomiro Pires Martins — Nomes de Batismo Canónicos e Profanos. Léxico Onomástico. Petrópolis, 1961, festas a 24 de janeiro e a 24 de setembro). A vila [hoje cidade], antes da fundação do seu mosteiro beneditino dedicado a Santo Tirso, chamar-se-ia Moreira de Riba de Ave. O mosteiro teria sido fundado (ou reedificado) por D. Aboaçar Ramires, filho bastardo de Ramiro II, rei de Leão (931-950) [...]. Existiria ali um templo dedicado ao deus galaico-romano Turíaco [...], cujo nome, evoluído, pela mudança das gentes e dos séculos, talvez lembrasse o do atleta de Cesareia. Na Galiza, nas Astúrias e em Leão existem vários topónimos Santo Tirso, contrária à regra po[pular] port[uguesa] de usar São antes de consoante. Pode explicar-se por influência erudita eclesiástica, ajudada pela cadência aliterante do conjunto. Os casos na nossa toponímia dever-se-ão uns a transplantação, outros a culto local do referido santo, por vezes só com conservação do elemento antroponímico.»
O uso do termo "Mosteiro de Santo Tirso", rapidamente substituiu o nome da localidade "Moreira de Riba de Ave".Trata-se assim de um hagiotopónimo.

## Geografia
O ponto mais alto do concelho situa-se no Alto de S. Jorge, na freguesia de Refojos de Riba d'Ave com 527 metros de altitude.
O perímetro actual do concelho é de 69 km.

## Festas e romarias
O Santo padroeiro é São Bento e é festejado anualmente no dia 11 de Julho, sendo por isso o feriado municipal. A padroeira do concelho é Nossa Senhora da Assunção que possui um orago no monte homónimo sobranceiro à cidade, situado na freguesia de Monte Córdova, um miradouro sobranceiro a todo o Vale do Ave e "cartão de visita" da região, onde se ergue um imponente santuário.

## Gastronomia
Santo Tirso tem ainda uma doçaria tradicional famosa já que aqui são produzidos, na Pastelaria e Confeitaria Moura (fundada em 1892), os Jesuitas.
Além deste pastel, destacam-se igualmente os limonetes, produzidos pelas diversas pastelarias da cidade.
Além dos Vinhos Verdes, em especial o da Quinta de Gomariz, em Sequeirô, o qual tem ganho algumas medalhas de ouro nos últimos anos dos concurso nacionais da Região Demarcada dos Vinhos Verdes, é de realçar o Licor de Singeverga, produzido pelos monges beneditinos do mosteiro homónimo, na freguesia de Roriz. Está também localizado em (Roriz), o Convento de Santa Escolástica, onde são fabricadas de forma artesanal, diversas iguarias, entre as quais as bolachas conventuais e os bolinhos de mel.
Existe uma grande variedade de restaurantes de cozinha tradicional onde se degusta a tradição gastronómica nortenha.

## História
De 978 até 1834 constituiu um couto cuja , sede era o Mosteiro de Santo Tirso, possuíndo propriedades por todo o Entre Douro e Minho. De 1836 até 1998 o actual município da Trofa esteve integrado no de Santo Tirso, que era, por isso, um dos 20 mais populosos do país.
A cidade de Santo Tirso foi o berço da industrialização do têxtil em Portugal. A fábrica Fiação e Tecidos Rio Vizela, fundada em 1845, nas freguesias de Vila das Aves e São Tomé de Negrelos, foi a primeira unidade do ramo no país, chegando também a ser maior fábrica portuguesa.

## População
| Número de habitantes | Número de habitantes | Número de habitantes | Número de habitantes | Número de habitantes | Número de habitantes | Número de habitantes | Número de habitantes | Número de habitantes | Número de habitantes | Número de habitantes | Número de habitantes | Número de habitantes | Número de habitantes | Número de habitantes | Número de habitantes |
| -------------------- | -------------------- | -------------------- | -------------------- | -------------------- | -------------------- | -------------------- | -------------------- | -------------------- | -------------------- | -------------------- | -------------------- | -------------------- | -------------------- | -------------------- | -------------------- |
| 1864                 | 1878                 | 1890                 | 1900                 | 1911                 | 1920                 | 1930                 | 1940                 | 1950                 | 1960                 | 1970                 | 1981                 | 1991                 | 2001                 | 2011                 | 2021                 |
| 22 526               | 23 347               | 25 610               | 28 371               | 33 288               | 35 234               | 41 078               | 51 755               | 63 389               | 77 130               | 79 855               | 93 482               | 102 593              | 72 396               | 71 530               | 67 709               |

(Obs.: Número de habitantes "residentes", ou seja, que tinham a residência oficial neste município à data em que os censos  se realizaram.)
O decréscimo populacional registado no censo de 2001 resulta da criação em 1998 do município da Trofa,  que abrangeu a área das freguesias de São Mamede do Coronado, São Martinho do Bougado, Covelas, São Cristóvão do Muro, Alvarelhos, Guidões, São Romão do Coronado e Santiago do Bougado.
| Número de habitantes por Grupo Etário | Número de habitantes por Grupo Etário | Número de habitantes por Grupo Etário | Número de habitantes por Grupo Etário | Número de habitantes por Grupo Etário | Número de habitantes por Grupo Etário | Número de habitantes por Grupo Etário | Número de habitantes por Grupo Etário | Número de habitantes por Grupo Etário | Número de habitantes por Grupo Etário | Número de habitantes por Grupo Etário | Número de habitantes por Grupo Etário | Número de habitantes por Grupo Etário | Número de habitantes por Grupo Etário |
| ------------------------------------- | ------------------------------------- | ------------------------------------- | ------------------------------------- | ------------------------------------- | ------------------------------------- | ------------------------------------- | ------------------------------------- | ------------------------------------- | ------------------------------------- | ------------------------------------- | ------------------------------------- | ------------------------------------- | ------------------------------------- |
|                                       | 1900                                  | 1911                                  | 1920                                  | 1930                                  | 1940                                  | 1950                                  | 1960                                  | 1970                                  | 1981                                  | 1991                                  | 2001                                  | 2011                                  | 2021                                  |
| 0-14 Anos                             | 10 159                                | 12 390                                | 12 697                                | 14 050                                | 20 061                                | 23 204                                | 29 195                                | 28 035                                | 26 963                                | 22 854                                | 12 193                                | 9 882                                 | 7 345                                 |
| 15-24 Anos                            | 5 266                                 | 5 952                                 | 6 834                                 | 8 400                                 | 8 750                                 | 12 117                                | 13 692                                | 15 660                                | 18 608                                | 18 690                                | 10 696                                | 8 122                                 | 6 995                                 |
| 25-64 Anos                            | 11 645                                | 13 069                                | 13 505                                | 16 420                                | 19 981                                | 24 510                                | 30 234                                | 30 850                                | 40 356                                | 51 558                                | 40 098                                | 41 194                                | 36 701                                |
| = ou > 65 Anos                        | 1 419                                 | 1 690                                 | 1 922                                 | 2 072                                 | 2 594                                 | 3 357                                 | 4 009                                 | 5 310                                 | 7 555                                 | 9 491                                 | 9 409                                 | 12 332                                | 16 668                                |

(Obs: De 1900 a 1950 os dados referem-se à população "de facto", ou seja, que estava presente no município à data em que os censos se realizaram. Daí que se registem algumas diferenças relativamente à designada população residente)

## Freguesias

Freguesias do município de Santo Tirso.

O município de Santo Tirso está dividido em 14 freguesias:
- Agrela
- Água Longa
- Areias, Sequeirô, Lama e Palmeira
- Aves
- Carreira e Refojos de Riba de Ave
- Monte Córdova
- Negrelos (São Tomé)
- Rebordões
- Reguenga
- Roriz
- Lamelas e Guimarei
- Santo Tirso, Couto (Santa Cristina e São Miguel) e Burgães
- Vila Nova do Campo
- Vilarinho

## Património
- Capela de Santa Cruz ou Capela do Bom Jesus, em Burgães
- Club Thyrsense, em Santo Tirso
- Edifício da Serra Hidráulica de Pereiras, em Monte Córdova
- Castro do Monte Padrão ou antigo Castro do Monte Córdova
- Igreja de São Pedro de Roriz
- Citânia de Roriz
- Igreja de Santa Maria de Negrelos, em Roriz
- Casa do Mosteiro, em Roriz
- Casa e Quinta de Dinis de Cima, em Santa Cristina do Couto
- Mosteiro de Santo Tirso ou Mosteiro de São Bento
- Casa e Quinta de Dinis de Baixo, em Santo Tirso
- Castro de Santa Margarida, em São Tomé de Negrelos
- Igreja de São Tomé de Negrelos
- Mosteiro de São Miguel de Vilarinho
- Mosteiro de Singeverga, em Roriz
- Quinta de Cantim, na Reguenga
- Quinta da Manguela, na Carreira

## Economia
A economia de Santo Tirso apresenta um perfil mais industrial e menos terciarizado do que o da Área Metropolitana do Porto, em linha com o perfil produtivo que caracteriza o Vale do Ave. Em Valor acrescentado bruto (VAB) por sector de atividade, temos a seguinte distribuição:
- setor primário: 0,5%
- setor secundário 67%
- setor terciário: 32,5%

Esta economia predominantemente industrial assenta em dois clusters:
- têxtil e vestuário
- plásticos

A relevância histórica do cluster Têxtil e Vestuário para o concelho, tem determinado, nos últimos anos, uma importância vital para o funcionamento de toda a economia da região. Em termos de VAB do sector secundário, a indústria têxtil representa 30% e a do vestuário 23,6%, um total de 53,6%. Para este contributo estão as empresas históricas como a Endutex, Adalberto Estampados, Polopique, Felpinter, A. Sampaio e Filhos, Fabrica de Tecidos Vilarinho, Malhas Carjor, entre outras.
A consolidação de um novo setor de especialização (cluster) da indústria tirsense deu-se, sobretudo, nos últimos 20 anos. Iniciado pela Neoplástica em 1959, a indústria do plástico em Santo Tirso é hoje uma referência a nível europeu e assenta na transformação de filmes e lâminas em plástico Polietileno e Polipropileno. Em 2014, representava 25,4% do VAB industrial do concelho, ultrapassando o Vestuário, sendo que desde então continua com uma dinâmica de crescimento muito forte, com destaque para as empresas: Intraplás, Casfil, Pentaplast (grupo Klöckner Pentaplast ), Vizelpas, PDA ( Plásticos Duarte Andrade, Arteplás ) e a holding IMG SGPS ( Evertis, Selenis, Imatosgil anteriormente Neoplástica). Estas empresas têm impulsionado os dados das exportações do concelho, além de fomentarem a criação de um Curso Profissional de Transformação de Polímeros lecionado pela escola FORAVE
Um relevo também para outras atividades em Santo Tirso, da fileira metalomecânica e de equipamentos. Ainda um negócio de comércio tradicional, que se tornou num símbolo incontornável da cidade e impacta na economia: Pastelaria e Confeitaria Moura, fundada em 1892, produz uma enorme variedade de iguarias de receita ancestral, sendo os Jesuítas a grande especialidade para o seu reconhecimento nacional.
À histórica atividade têxtil fortemente associada ao Vale do Ave e a Santo Tirso, aspeto que figura desde do início do século XX, muito contribuíram as grandes empresas, algumas delas emblemáticas, que se localizavam sobretudo a norte do concelho, tinham um negócio internacional muito relevante. A maioria dessas têxteis já enceraram as suas portas, fruto da profunda crise têxtil do final do século XX, na qual o sector em Portugal enfrentou uma falta de competitividade, em determinados sub-sectores têxteis, face a outros países do Médio Oriente e da Ásia. No entanto, a sua presença em Santo Tirso deixou uma inevitável marca local, um know-how na população que tem fomentado a criação de novas empresas até aos dias de hoje. Especial contributo das seguintes empresas: "Fábrica de Fiação e Tecidos Rio Vizela", "Abel Alves de Figueiredo & Filho", "Empresa Industrial de Santo Tirso" (Arco Têxteis) e "Fábrica de Fiação e Tecidos de Santo Thyrso".
O início do processo de industrialização na região foi marcado pela "Fábrica de Fiação e Tecidos Rio Vizela", que surgiu em 1845 e no início da década de 50 empregava 3.000 operários, com 31.624 fusos e 1.200 teares. Também a empresa "Abel Alves de Figueiredo & Filho", fundada por Abel Alves de Figueiredo, notável empresário tirsense, que num gesto nobre e reconhecido por todos os tirsenses, doou o atual espaço do estádio de futebol Estádio Abel Alves de Figueredo ao popular clube da cidade Futebol Clube Tirsense.

## Desporto
O clube mais representativo da cidade de Santo Tirso é o Futebol Clube Tirsense. A equipa de futebol sénior conta com oito presenças na Primeira Divisão e conta com a maior massa associativa desportiva de todo o concelho.
O outro clube também do concelho, e que por sua vez joga na freguesia da Vila das Aves, é o Clube desportivo das Aves, sendo este o maior clube do concelho contando com 1 Taça de Portugal e 6 participações na Primeira Liga no seu palmarés.

## Clima
| Tabela climática de Santo Tirso                                                     | Tabela climática de Santo Tirso | Tabela climática de Santo Tirso | Tabela climática de Santo Tirso | Tabela climática de Santo Tirso | Tabela climática de Santo Tirso | Tabela climática de Santo Tirso | Tabela climática de Santo Tirso | Tabela climática de Santo Tirso | Tabela climática de Santo Tirso | Tabela climática de Santo Tirso | Tabela climática de Santo Tirso | Tabela climática de Santo Tirso | Tabela climática de Santo Tirso | Tabela climática de Santo Tirso |
| Temperatura                                                                         | Temperatura                     | Temperatura                     | Temperatura                     | Temperatura                     | Temperatura                     | Temperatura                     | Temperatura                     | Temperatura                     | Temperatura                     | Temperatura                     | Temperatura                     | Temperatura                     | Temperatura                     | Temperatura                     |
| Mês                                                                                 | Jan                             | Fev                             | Mar                             | Abr                             | Mai                             | Jun                             | Jul                             | Ago                             | Set                             | Out                             | Nov                             | Dez                             |                                 | Média                           |
| ----------------------------------------------------------------------------------- | ------------------------------- | ------------------------------- | ------------------------------- | ------------------------------- | ------------------------------- | ------------------------------- | ------------------------------- | ------------------------------- | ------------------------------- | ------------------------------- | ------------------------------- | ------------------------------- | ------------------------------- | ------------------------------- |
| Máxima registada °C                                                                 | 24                              | 28                              | 29                              | 35                              | 36                              | 42                              | 42                              | 41                              | 38                              | 37                              | 28                              | 23                              |                                 |                                 |
| Média Máxima °C                                                                     | 13                              | 15                              | 18                              | 20                              | 22                              | 26                              | 28                              | 28                              | 27                              | 23                              | 17                              | 15                              |                                 | 21                              |
| Média °C                                                                            | 9                               | 10                              | 12                              | 14                              | 16                              | 19                              | 21                              | 21                              | 19                              | 16                              | 12                              | 10                              |                                 | 15                              |
| Média minima °C                                                                     | 4                               | 5                               | 7                               | 8                               | 10                              | 13                              | 14                              | 14                              | 13                              | 10                              | 7                               | 5                               |                                 | 9                               |
| Mínima registada °C                                                                 | -6                              | -6                              | -3                              | -1                              | 2                               | 1                               | 5                               | 6                               | 2                               | 0                               | -3                              | -5                              |                                 |                                 |
| Precipitação                                                                        |                                 |                                 |                                 |                                 |                                 |                                 |                                 |                                 |                                 |                                 |                                 |                                 |                                 |                                 |
| Mês                                                                                 | Jan                             | Fev                             | Mar                             | Abr                             | Mai                             | Jun                             | Jul                             | Ago                             | Set                             | Out                             | Nov                             | Dez                             |                                 | Total                           |
| Total mm                                                                            | 185                             | 140                             | 180                             | 100                             | 95                              | 50                              | 20                              | 22                              | 60                              | 120                             | 175                             | 195                             |                                 | 1342                            |
| Dados referentes entre 1931 até 1960. Fonte: Instituto de Meteorologia, IP Portugal |                                 |                                 |                                 |                                 |                                 |                                 |                                 |                                 |                                 |                                 |                                 |                                 |                                 |                                 |

## Cidades geminadas
- Celanova,  Galiza[13]
- Cantagalo,  São Tomé e Príncipe
- Alcázar de San Juan,  Espanha
- Gross Umstadt,  Alemanha
- Saint-Péray,  França
- Mâcon,  França
- Clichy-la-Garenne,  França
- Rio de Janeiro,  Brasil
- Araripina,[14] Pernambuco, Brasil

## Cultura
- Museu Internacional de Escultura Contemporânea, edifício sede desenhado pelos arquitetos Álvaro Siza Vieira e Eduardo Souto de Moura
- Museu Municipal Abade Pedrosa
- Centro de Arte Alberto Carneiro
- Companhia de Teatro Os Quatro Ventos

## Política

### Eleições autárquicas[15]
| Data | %     | V     | %       | V       | %       | V       | %            | V            | %              | V       | %              | V   | %              | V   | %              | V   | %    | V   | %       | V       | %              | V  | %  | V  | %  | V  | Participação |                |
| Data | PS    | PS    | PPD/PSD | PPD/PSD | CDS-PP  | CDS-PP  | FEPU/APU/CDU | FEPU/APU/CDU | AD             | AD      | PPM            | PPM | PRD            | PRD | MPT            | MPT | GCE  | GCE | PSD-CDS | PSD-CDS | BE             | BE | CH | CH | NC | NC | Participação |                |
| ---- | ----- | ----- | ------- | ------- | ------- | ------- | ------------ | ------------ | -------------- | ------- | -------------- | --- | -------------- | --- | -------------- | --- | ---- | --- | ------- | ------- | -------------- | -- | -- | -- | -- | -- | ------------ | -------------- |
| Data | 1976  | 33,32 | 3       | 28,61   | 3       | 23,28   | 2            | 11,00        | 1              |         |                |     |                |     |                |     |      |     |         |         |                |    |    |    |    |    |              | 73,22 / 100,00 |
| 1979 | 44,13 | 4     | AD      | AD      | AD      | AD      | 8,53         | -            | 45,08          | 5       | AD             | AD  | 79,69 / 100,00 |     |                |     |      |     |         |         |                |    |    |    |    |    |              |                |
| 1982 | 43,30 | 5     | 25,85   | 2       | 16,34   | 1       | 9,44         | 1            |                |         | 2,36           | -   | 75,69 / 100,00 |     |                |     |      |     |         |         |                |    |    |    |    |    |              |                |
| 1985 | 44,43 | 5     | 40,30   | 4       |         |         | 6,56         | -            |                |         | 6,53           | -   | 70,46 / 100,00 |     |                |     |      |     |         |         |                |    |    |    |    |    |              |                |
| 1989 | 56,37 | 6     | 29,16   | 3       | 8,45    | -       | 3,78         | -            |                |         | 70,20 / 100,00 |     |                |     |                |     |      |     |         |         |                |    |    |    |    |    |              |                |
| 1993 | 51,73 | 5     | 35,53   | 4       | 5,71    | -       | 3,76         | -            | 0,83           | -       | 71,21 / 100,00 |     |                |     |                |     |      |     |         |         |                |    |    |    |    |    |              |                |
| 1997 | 50,85 | 5     |         |         |         |         | 4,62         | -            |                |         | 41,73          | 4   | 69,04 / 100,00 |     |                |     |      |     |         |         |                |    |    |    |    |    |              |                |
| 2001 | 48,34 | 5     | 40,34   | 4       | 3,86    | -       | 4,80         | -            |                |         | 68,17 / 100,00 |     |                |     |                |     |      |     |         |         |                |    |    |    |    |    |              |                |
| 2005 | 48,40 | 5     | 43,11   | 4       | 1,66    | -       | 4,16         | -            | 70,73 / 100,00 |         |                |     |                |     |                |     |      |     |         |         |                |    |    |    |    |    |              |                |
| 2009 | 47,59 | 5     | 41,54   | 4       | 4,48    | -       | 3,95         | -            | 70,06 / 100,00 |         |                |     |                |     |                |     |      |     |         |         |                |    |    |    |    |    |              |                |
| 2013 | 44,96 | 5     | 32,74   | 4       | 3,53    | -       | 6,16         | -            | PPD/PSD        | PPD/PSD | 6,40           | -   | 62,05 / 100,00 |     |                |     |      |     |         |         |                |    |    |    |    |    |              |                |
| 2017 | 53,79 | 6     | CDS-PP  | CDS-PP  | PPD/PSD | PPD/PSD | 3,94         | -            |                |         | 2,81           | -   | 35,62          | 3   | 66,19 / 100,00 |     |      |     |         |         |                |    |    |    |    |    |              |                |
| 2021 | 60,36 | 7     | CDS-PP  | CDS-PP  | PPD/PSD | PPD/PSD | 3,47         | -            | NC             | NC      |                |     | 18,63          | 2   | 6,05           | -   | 4,44 | -   | 1,58    | -       | 57,25 / 100,00 |    |    |    |    |    |              |                |

### Eleições legislativas
| Data | %     | %     | %     | %     | %     | %     | %        | %     | %    | %    | %     | %   | %       | % | %  | %  |  |
| Data | PS    | PSD   | CDS   | PCP   | UDP   | AD    | APU/ CDU | FRS   | PRD  | PSN  | BE    | PAN | PSD CDS | L | IL | CH |  |
| ---- | ----- | ----- | ----- | ----- | ----- | ----- | -------- | ----- | ---- | ---- | ----- | --- | ------- | - | -- | -- |  |
| Data | 1976  | 42,71 | 26,03 | 17,49 | 4,21  | 1,00  |          |       |      |      |       |     |         |   |    |    |  |
| 1979 | 39,25 | AD    | AD    | APU   | 1,29  | 43,51 | 10,99    |       |      |      |       |     |         |   |    |    |  |
| 1980 | FRS   | AD    | AD    | APU   | 0,91  | 47,29 | 8,36     | 36,32 |      |      |       |     |         |   |    |    |  |
| 1983 | 48,61 | 22,95 | 13,44 | APU   | PSR   |       | 10,02    |       |      |      |       |     |         |   |    |    |  |
| 1985 | 25,79 | 26,31 | 10,82 | APU   | 0,87  | 8,61  | 22,99    |       |      |      |       |     |         |   |    |    |  |
| 1987 | 30,63 | 49,99 | 4,64  | CDU   | 0,41  | 5,66  | 3,96     |       |      |      |       |     |         |   |    |    |  |
| 1991 | 36,79 | 50,01 | 4,39  | CDU   |       | 3,84  | 0,51     | 0,78  |      |      |       |     |         |   |    |    |  |
| 1995 | 49,43 | 36,02 | 7,94  | CDU   | 0,23  | 3,61  |          | 0,28  |      |      |       |     |         |   |    |    |  |
| 1999 | 53,47 | 29,49 | 7,15  | CDU   |       | 5,40  | 0,32     | 1,13  |      |      |       |     |         |   |    |    |  |
| 2002 | 45,61 | 38,59 | 7,48  | CDU   | 3,81  |       | 1,68     |       |      |      |       |     |         |   |    |    |  |
| 2005 | 54,70 | 25,65 | 6,35  | CDU   | 4,24  | 5,11  |          |       |      |      |       |     |         |   |    |    |  |
| 2009 | 48,14 | 28,15 | 7,18  | CDU   | 4,50  | 8,07  |          |       |      |      |       |     |         |   |    |    |  |
| 2011 | 38,81 | 37,20 | 8,33  | CDU   | 5,28  | 4,10  | 0,64     |       |      |      |       |     |         |   |    |    |  |
| 2015 | 36,53 | CDS   | PSD   | CDU   | 5,81  | 9,80  | 1,10     | 39,25 | 0,34 |      |       |     |         |   |    |    |  |
| 2019 | 42,30 | 29,07 | 3,24  | CDU   | 3,92  | 9,54  | 2,73     |       | 0,66 | 0,82 | 0,48  |     |         |   |    |    |  |
| 2022 | 47,06 | 30,82 | 1,22  | CDU   | 2,71  | 4,68  | 1,30     | 0,81  | 3,92 | 4,41 |       |     |         |   |    |    |  |
| 2024 | 33,84 | AD    | AD    | CDU   | 28,85 | 2,09  | 4,47     | 1,87  | 2,50 | 4,97 | 15,20 |     |         |   |    |    |  |

## Tirsenses notórios
- Ver Categoria:Naturais de Santo Tirso